# Orosz egyrubeles
Az 1 RUB, 1₽ vagy egyrubel értékű érme egyike az Orosz rubel érméinek. Először 1992-ben verték, majd 5 év kihagyás után, az 1997-es pénzreformot követően kezdték el újra. Azóta 4 fajta forgalmi érmét és 3 fajta forgalmi emlékérme került forgalomba.
2022. július 1-én az egyrubelesek az összes forgalomban lévő orosz érme 14%-át tették ki.

## Adatok[2][3][4][5][6][7][8][9]

### Forgalmi érmék
Az érmék elő- és hátoldalán lévő feliratok fajtáról-fajtára változtak.
| Képek  | Képek  | Paraméterek | Paraméterek | Paraméterek | Paraméterek            | Verés           | Státusz     |
| Előlap | Hátlap | Átmérő      | Tömeg       | Vastagság   | Kompozíció             | Verési évek     | Státusz     |
| ------ | ------ | ----------- | ----------- | ----------- | ---------------------- | --------------- | ----------- |
|        |        | 19,5 mm     | 3,3 g       | 1,75 mm     | Sárgaréz bevonatú acél | 1992            | Bevonva     |
|        |        | 20,5 mm     | 3,25 g      | 1,5 mm      | Nikkel sárgaréz        | 1997-2001       | Forgalomban |
|        |        | 20,5 mm     | 3,25 g      | 1,5 mm      | Nikkel sárgaréz        | 2003, 2005-2009 | Forgalomban |
|        |        | 20,5 mm     | 3 g         | 1,5 mm      | Nikkel bevonatú acél   | 2009-2015       | Forgalomban |
|        |        | 20,5 mm     | 3 g         | 1,5 mm      | Nikkel bevonatú acél   | 2016-most       | Forgalomban |

### Forgalmi emlékérmék
| Képek               | Képek               | Paraméterek                                                   | Paraméterek         | Paraméterek         | Paraméterek         | Paraméterek          | Verés               | Verés               | Státusz             |
| Előlap              | Hátlap              | Esemény                                                       | Átmérő              | Tömeg               | Vastagság           | Kompozíció           | Verési év           | Vert darab          | Státusz             |
| Forgalmi emlékérmék | Forgalmi emlékérmék | Forgalmi emlékérmék                                           | Forgalmi emlékérmék | Forgalmi emlékérmék | Forgalmi emlékérmék | Forgalmi emlékérmék  | Forgalmi emlékérmék | Forgalmi emlékérmék | Forgalmi emlékérmék |
| ------------------- | ------------------- | ------------------------------------------------------------- | ------------------- | ------------------- | ------------------- | -------------------- | ------------------- | ------------------- | ------------------- |
|                     |                     | Alekszandr Szergejevics Puskin születésének 200. évfordulója  | 20,5 mm             | 3,25 g              | 1,5 g               | Nikkel-ezüst         | 1999                | 10 000              | Forgalomban         |
|                     |                     | A Független Államok Közössége megalakulásának 10. évfordulója | 20,5 mm             | 3,25 g              | 1,5 g               | Nikkel sárgaréz      | 2001                | 10 000              | Forgalomban         |
|                     |                     | A rubel szimbóluma                                            | 20,5 mm             | 3 g                 | 1,5 g               | Nikkel bevonatú acél | 2014                | 100 000             | Forgalomban         |

1. ↑  Структура наличной денежной массы в обращении | Банк России. cbr.ru. (Hozzáférés: 2022. szeptember 23.)
2. ↑  1 Ruble, Russia (angol nyelven). en.numista.com. (Hozzáférés: 2022. szeptember 23.)
3. ↑  1 Ruble, Russia (angol nyelven). en.numista.com. (Hozzáférés: 2022. szeptember 23.)
4. ↑  1 Ruble, Russia (angol nyelven). en.numista.com. (Hozzáférés: 2022. szeptember 23.)
5. ↑  1 Ruble, Russia (angol nyelven). en.numista.com. (Hozzáférés: 2022. szeptember 23.)
6. ↑  1 Ruble, Russia (angol nyelven). en.numista.com. (Hozzáférés: 2022. szeptember 23.)
7. ↑  1 Ruble, Russia (angol nyelven). en.numista.com. (Hozzáférés: 2022. szeptember 23.)
8. ↑  1 Ruble, Russia (angol nyelven). en.numista.com. (Hozzáférés: 2022. szeptember 23.)
9. ↑  1 Ruble, Russia (angol nyelven). en.numista.com. (Hozzáférés: 2022. szeptember 23.)